# Svartbröstad springhöna
Svartbröstad springhöna (Turnix melanogaster) är en fågel i familjen springhöns som länge betraktades som hönsfåglar, men som trots sitt likartade utseende egentligen tillhör ordningen vadarfåglar. Den förekommer i östra Australien.

## Utseende och läten
Svartbröstad springhöna är en stor (16–19 cm) och rundlagd springhöna med ljusa ögon. Den adulta hanen är huvudsakligen vit i ansiktet och på strupen. Ovansidan är brungrå bandad i rostbrunt och svart med vita strimmor. Bröstet är grovfläckat svart och vitt.
Honan liknar hanen, men huvudet är mestadesl svart med några små vita fläckar som formar ett ögonbrynsstreck. Den är vidare större än hanen. Ungfåglarna liknar adulta hanen, dock något mindre kraftigt tecknad. Honans spelläte består av dånande ljud och visslingar, hanens av snabba ljusa toner, staccato och kluckande ljud.

## Utbredning och systematik
Fågeln förekommer i kustnära östra Australien, i sydöstra Queensland och norra New South Wales. Den behandlas som monotypisk, det vill säga att den inte delas in i några underarter.

## Status
Arten har ett litet utbredningsområde och tros minska i antal till följd av skogsavverkning och predation från införda arter. Utbredningsområdet tros dock inte vara särskilt fragmenterat. IUCN kategoriserar därför arten som sårbar. Världspopulationen uppskattas till under mellan 3000 och 6500 vuxna individer.